# Gustaf Tormaz
Gustaf Eriksson Tormaz, född 26 januari 1880 i Malung, död där 14 april 1920 (avled på Västerås lasarett), var en svensk målare och skulptör.
Tormaz fick undervisning av Per Hasselberg vid Konstnärsförbundets första skola i Stockholm. Han var inbjuden som utställare på Konstnärsförbundets utställning i Göteborg 1903 och har därefter medverkat i ett flertal utställningar bland annat i den stora utställningen Svensk konst som visades i Helsingborg och Vårkonstsalongen i Stockholm.